# Patrimônio de São Pedro
O Patrimônio de São Pedro ( em latim: Patrimonium Sancti Petri ) designava originalmente as posses fundiárias e receitas de vários tipos que pertenciam à Santa Sé apostólica. Até meados do século VIII, esta consistia inteiramente em propriedade privada; mais tarde, correspondia aos territórios sob soberania papal, mas a partir do início do século XIII o termo foi aplicado a uma das quatro províncias dos Estados Papais.

## Bens patrimoniais da Igreja de Roma
Em 321 D.C., o imperador romano Constantino, o Grande, declarou que a Igreja Cristã poderia possuir e transmitir propriedades. Esta foi a primeira base legal para as posses da Igreja de Roma. Posteriormente, eles foram aumentados por doações. O próprio Constantino provavelmente deu à Igreja o Palácio de Latrão, em Roma. As dádivas de Constantino formaram o núcleo histórico da rede de mitos que deu origem ao documento forjado conhecido como “Doação de Constantino”.
Famílias ricas da nobreza romana seguiram o exemplo de Constantino. A sua memória sobreviveu frequentemente, depois da extinção das próprias famílias, nos nomes das propriedades que outrora apresentaram à Sé Romana. Durante o seu reinado, o Papa Silvestre tornou-se proprietário de propriedades na Itália, Sicília, Antioquia, Ásia Menor, na área de Hipona no Norte da África, Armênia e Mesopotâmia. A doação de grandes propriedades cessou por volta de 600 D.C. Os imperadores bizantinos preferiam o patriarcado de Constantinopla e eram menos liberais nas suas dádivas. As guerras com os lombardos também tiveram um efeito desfavorável e poucas famílias ainda estavam em condições de legar grandes propriedades.
Com exceção de uma série de possessões dispersas na Dalmácia e no sul da Gália, os patrimônios estavam naturalmente situados em sua maior parte na Itália e nas ilhas adjacentes. As terras na Dalmácia e na Ilíria foram perdidas durante as invasões ávaras e eslavas. As possessões mais valiosas e extensas eram as da Sicília, sobre Siracusa e Palermo. As receitas destas propriedades na Sicília e na Baixa Itália foram estimadas em três talentos e meio de ouro no século VIII, quando o imperador bizantino Leão, o Isauriano, as confiscou.
Mas os patrimônios nas proximidades de Roma (os sucessores dos latifúndios clássicos no Ager Romanus), que começaram a formar-se no século VII, eram os mais numerosos. A maior parte dos patrimônios remotos foram perdidos no século VIII, de modo que o patrimônio ao redor de Roma começou a ser administrado com especial cuidado, chefiado por diáconos diretamente subordinados ao papa. Outros patrimônios italianos incluíam o Napolitano com a Ilha de Cápri, o de Gaeta, o Toscano, o Patrimonium Tiburtinum nas proximidades de Tivoli, propriedades sobre Otranto, Osimo, Ancona, Umana, propriedades perto de Ravena e Gênova e por último propriedades na Ístria, Sardenha e Córsega.
As receitas dos patrimônios foram utilizadas para a administração, para a manutenção e construção de igrejas, para equipar conventos, para gerir a casa papal e para sustentar o clero, mas também, em grande medida, para aliviar as necessidades públicas e privadas. Ao administrar o Patrimônio de São Pedro, o Papa Gregório (540-604) demonstrou considerável domínio dos detalhes e capacidade administrativa. Antecipando-se à ameaça de escassez de milho, Gregório encheu os celeiros de Roma com as colheitas do Egito e da Sicília. Numerosos asilos, hospitais, orfanatos e hospícios para peregrinos foram mantidos com as receitas dos patrimônios. Gregório também gastou grandes somas resgatando cativos dos lombardos e elogiou um dos bispos por desmembrar e vender placas da igreja para esse fim.

## Papel político do Papado
O aspecto político do papado tornou-se com o tempo muito proeminente, uma vez que Roma, após a remoção da residência imperial para o Oriente, já não era a sede de nenhum dos altos funcionários políticos. Desde a divisão do império, os imperadores ocidentais preferiram fazer da Ravena, mais protegida, sua residência. Aqui estava o centro do poder de Odoacro e do governo ostrogótico; aqui também, após a queda dos ostrogodos, residiu o 'vice-rei' do imperador bizantino na Itália, o exarca.
Em Roma, o papa apareceu com frequência cada vez maior nas negociações políticas; O Papa Leão I negociou com Átila, o rei Huno, e Genserico, o rei Vândalo, e o Papa Gelásio I com Teodorico, o rei ostrogótico. Cassiodoro, como praefectus praetorio sob a supremacia ostrogótica, confiou o cuidado dos assuntos temporais ao Papa João II.
Quando o imperador Justiniano emitiu a Sanção Pragmática de 554, o papa e o Senado foram encarregados do controle de pesos e medidas. A partir de então, durante dois séculos, os papas foram os apoiantes mais leais do governo bizantino contra as invasões dos lombardos, e foram ainda mais indispensáveis porque depois de 603 o Senado desapareceu. Os papas eram agora o único tribunal judiciário, tarefa mais frequentemente confiada aos bispos como "Defensor populi".
Quando o Imperador Justiniano II, em 692, tentou fazer com que o Papa Sérgio I fosse transportado à força para Constantinopla, (como tinha sido o Papa Martinho I), para extrair dele o seu consentimento aos cânones do Concílio Trullano, convocado pelo imperador, a milícia de Ravena e do Ducado da Pentápole, situada imediatamente ao sul, reuniu-se, marchou para Roma e obrigou a saída do plenipotenciário do imperador. Em 715 d.C., a cadeira papal, que havia sido ocupada pela última vez por sete papas orientais, foi ocupada por um ocidental, o Papa Gregório II, que estava destinado a se opor a Leão III, o Isauro, no conflito iconoclasta.

## Colapso do poder bizantino no centro da Itália
A estranha forma que os Estados da Igreja assumiram desde o início explica-se pelo fato de terem sido estes os distritos onde a população da Itália central se defendeu até ao fim contra os lombardos.
Em 751, Astolfo conquistou Ravena e, assim, decidiu o destino há muito adiado do exarcado e da Pentápole. E quando Astolfo, que também mantinha Spoleto sob seu domínio imediato, dirigiu todas as suas forças contra o Ducado de Roma, parecia que este também não poderia mais ser mantido. Bizâncio não pôde enviar tropas, e o imperador Constantino V, em resposta aos repetidos pedidos de ajuda do novo papa, Estêvão II, só pôde oferecer-lhe o conselho para agir de acordo com a antiga política de Bizâncio, para enfrentar alguma outra tribo germânica. contra os lombardos. Só os francos eram poderosos o suficiente para obrigar os lombardos a manter a paz, e só eles mantinham uma relação estreita com o papa. Numa ocasião anterior, Carlos Martel não respondeu às súplicas de Gregório III, mas entretanto as relações entre os governantes francos e os papas tornaram-se mais íntimas. O Papa Zacarias só recentemente (751), na ascensão de Pepino ao trono merovíngio, pronunciou a palavra que eliminou todas as dúvidas a favor do prefeito carolíngio do palácio. Não era irracional, portanto, esperar uma demonstração ativa de gratidão em troca, quando Roma foi duramente pressionada por Astolfo.
Conseqüentemente, Estêvão II enviou secretamente uma carta ao rei Pepino por meio de peregrinos, solicitando sua ajuda contra Astolfo e pedindo uma conferência. Pepino, por sua vez, enviou o abade Droctegang de Jumièges para conversar com o papa e, pouco depois, despachou o duque Autchar e o bispo Crodegango de Metz para conduzir o papa ao reino franco.
Nunca antes um papa havia atravessado os Alpes. Enquanto o Papa Estêvão se preparava para a viagem, chegou um mensageiro de Constantinopla, trazendo ao papa o mandato imperial para tratar mais uma vez com Astolfo com o propósito de persuadi-lo a renunciar às suas conquistas. Estêvão levou consigo o mensageiro imperial e vários dignitários da Igreja Romana, bem como membros da aristocracia pertencentes à milícia romana, e dirigiu-se primeiro a Astolfo. Em 753 o papa deixou Roma. Astolfo, quando o papa o encontrou em Pavia, recusou-se a entrar em negociações ou a ouvir falar de uma restauração de suas conquistas. Somente com dificuldade Estêvão finalmente convenceu o rei lombardo a não impedi-lo em sua jornada para o reino franco.

## Intervenção dos Francos e Formação dos Estados da Igreja
O papa então cruzou a passagem do Grande São Bernardo para o reino franco. Pepino recebeu seu convidado em Ponthion e prometeu fazer tudo ao seu alcance para recuperar o Exarcado de Ravena e os outros distritos tomados por Astolfo. O papa foi então para Saint-Denis, perto de Paris. Concluiu uma firme aliança de amizade com Pepino e fez dele o primeiro rei carolíngio, provavelmente em janeiro de 754. Ele amarrou os francos sob a ameaça de excomunhão, nunca mais escolhendo seus reis de qualquer outra família que não fosse a carolíngia. Ao mesmo tempo, ele concedeu a Pepino e seus filhos o título de "Patrício dos Romanos", título que os exarcas, os mais altos funcionários bizantinos na Itália, possuíam. Em seu lugar agora o rei dos francos seria o protetor dos romanos e seu bispo. No entanto, para cumprir os desejos do papa, Pepino teve eventualmente de obter o consentimento dos seus nobres para uma campanha na Itália. Isto tornou-se imperativo, quando várias embaixadas tentaram, por meios pacíficos, induzir o rei lombardo a desistir das suas conquistas, mas regressaram sem cumprir a sua missão.
Em Quierzy, os nobres francos finalmente deram o seu consentimento. Pepino prometeu por escrito dar à Igreja certos territórios, o primeiro registro documental dos Estados da Igreja. Este documento não foi preservado, mas uma série de citações durante as décadas imediatamente seguintes indicam o seu conteúdo, e é provável que tenha sido a fonte do muito interpolado Fragmentum Fantuzzianum, que provavelmente data de 778 a 80. No documento original de Quierzy Pepino prometeu devolver ao papa as terras da Itália central conquistadas por Astolfo, especialmente no exarcado e no Ducado Romano, e de uma série de patrimônios no Reino Lombardo e nos Ducados de Espoleto e Benevento . Essas terras ainda não haviam sido conquistadas por Pepino, então sua promessa estava sob a condição de que o fizesse.
No verão de 754, Pepino e o papa iniciaram a sua marcha para a Itália e forçaram o rei Astolfo, que se encerrara na sua capital, a pedir a paz. Os lombardos prometeram desistir das cidades do exarcado e da Pentápole, que haviam sido conquistadas pela última vez, para não fazer mais ataques ou evacuar o Ducado de Roma e os distritos do noroeste italiano de Vêneto e Ístria, e também reconheceu a soberania dos francos. Para as cidades do exarcado e da Pentápole, que Astolfo prometeu devolver, Pepino executou uma escritura separada para o papa. Esta é a primeira “Doação de 754”.
Mas Pepino mal tinha atravessado novamente os Alpes a caminho de casa, quando Astolfo avançou novamente contra Roma e sitiou. O papa convocou Pepino para cumprir novamente a sua promessa de lealdade. Em 756, Pepino partiu com um exército contra Astolfo e novamente o cercou em Pavia. Astolfo foi novamente obrigado a prometer ao papa as cidades que lhe foram concedidas após a primeira guerra e, além disso, Commachio na foz do Pó. Mas desta vez uma promessa não foi suficiente. Os mensageiros de Pepino visitaram as várias cidades do exarcado e da Pentapole, exigiram e receberam as chaves delas e trouxeram a Roma os mais altos magistrados e os mais ilustres magnatas dessas cidades. Pepino executou uma nova escritura de doação para as cidades assim entregues ao papa, e colocou-a com as chaves das cidades no túmulo de São Pedro na Segunda Doação de 756.
O governo bizantino naturalmente não aprovou este resultado da intervenção franca. Esperava recuperar a posse dos distritos que lhe haviam sido arrancados pelos lombardos. Mas Pepino pegou em armas, não pelo imperador bizantino, mas pelo bem do papa. Os reis daquela época fundaram mosteiros e dotaram-nos de propriedades fundiárias, para que ali pudessem ser feitas orações por eles; Pepino desejava fornecer territórios temporais ao papa, para que ele pudesse ter certeza das orações do papa. Portanto, quando os embaixadores bizantinos vieram até ele antes da segunda expedição de 756 e lhe pediram que devolvesse ao imperador as cidades tomadas aos lombardos, ele disse que somente a Roma ele restauraria as cidades. Assim Pepino fundou os Estados da Igreja.
Os Estados da Igreja foram, em certo sentido, o único remanescente do Império Romano no Ocidente que escapou dos conquistadores estrangeiros. Felizmente, a população romana reconheceu que tinha escapado à sujeição aos lombardos. Além disso, a soberania temporal garantiu ao papa algum nível de independência. Sob o comando do filho de Pepino, Carlos Magno, as relações com os lombardos tornaram-se novamente tensas. Adriano I reclamou que o rei lombardo Desidério havia invadido os territórios dos Estados da Igreja e lembrou a Carlos Magno a promessa feita em Quierzy. Como Desidério também defendeu as reivindicações dos sobrinhos de Carlos Magno, ele colocou em perigo a unidade do reino franco, e os próprios interesses de Carlos Magno, portanto, ordenaram-lhe que se opusesse a Desidério. No outono de 773, Carlos Magno entrou na Itália e sitiou Desidério em Pavia. Enquanto o cerco estava em andamento, Carlos Magno foi a Roma na Páscoa de 774 e, a pedido do papa, renovou as promessas feitas em Quierzy.
Logo depois disso, Desidério foi forçado a capitular, e Carlos Magno foi proclamado rei dos lombardos em seu lugar. A atitude de Carlos Magno em relação aos Estados da Igreja sofreu agora uma mudança. Com o título de Rei dos Lombardos, ele também assumiu o título de "Patricius Romanorum", que seu pai nunca havia usado, e leu neste título direitos que sob Pepino nunca haviam sido associados a ele. Além disso, surgiram diferenças de opinião entre Adriano e Carlos Magno a respeito das obrigações assumidas por Pepino e Carlos Magno no documento de Quierzy. Adriano interpretou isso como significando que Carlos Magno deveria adotar um conceito elástico de "res publica Romana" a ponto de desistir não apenas das conquistas de Astolfo no exarcado e na Pentápole, mas também das conquistas anteriores dos lombardos na Itália Central, Spoleto e Benevento.
Mas Carlos não quis ouvir tal interpretação do documento. Como ambas as partes estavam ansiosas para chegar a um entendimento, um acordo foi alcançado em 781. Carlos Magno reconheceu a soberania de Adriano no Ducado de Roma e nos Estados da Igreja fundados pelas doações de Pepino de 754-756. Ele então executou um novo documento no qual foram enumerados todos os distritos nos quais o papa foi reconhecido como governante. O Ducado de Roma (que não tinha sido mencionado nos documentos anteriores) encabeça a lista, seguido pelo exarcado e pela Pentápole, aumentado pelas cidades que Desidério concordou em entregar no início do seu reinado (Ímola, Bolonha, Faenza, Ferrara, Ancona, Osimo e Umana); a seguir, os patrimônios foram especificados em vários grupos: nos Sabinos, nos distritos Spoletano e Beneventano, na Calábria, na Toscana e na Córsega. Carlos Magno, porém, na sua qualidade de “Patrício”, queria ser considerado o mais alto tribunal de recurso em processos criminais nos Estados da Igreja. Prometeu, por outro lado, proteger a liberdade de escolha na eleição do papa e renovou a aliança de amizade que havia sido feita anteriormente entre Pepino e Estêvão II.
O acordo entre Carlos Magno e Adriano permaneceu intacto. Em 787 Carlos Magno ampliou ainda mais os Estados da Igreja com novas doações: Cápua e algumas outras cidades fronteiriças do Ducado de Benevento, além de várias cidades da Lombardia, Toscana, Populônia, Ruselas, Sovana, Tuscania, Viterbo, Bagnoregio, Orvieto, Ferento, Orchia, Marta e por último Città di Castello parecem ter sido adicionados naquela época. Isto se baseia em deduções, uma vez que nenhum documento sobreviveu nem da época de Carlos Magno nem da época de Pepino. Adriano provou não ser um político mesquinho e é classificado com Estêvão II como o segundo fundador dos Estados da Igreja. Seu acordo com Carlos Magno permaneceu oficial para as relações dos papas posteriores com os carolíngios e os imperadores alemães. Estas relações ganharam uma brilhante expressão exterior com a coroação de Carlos Magno como imperador em 800.
No final do século IX, tal como durante o papado do Papa João VIII, o patrimônio papal foi severamente ameaçado.

## Província Pontifícia
A partir do início do século XIII, o Patrimônio de São Pedro foi uma das quatro províncias estabelecidas pelo Papa Inocêncio III como uma divisão dos Estados Eclesiásticos. Incluía a parte da antiga Tuscia sujeita à Sé Apostólica, ou seja, a atual província de Viterbo e o distrito de Civitavecchia.
Foi governado por um funcionário nomeado pelo Papa, o Reitor. Posteriormente, também está documentada a presença de um Reitor Geral, coordenador das atividades dos reitores provinciais e referente direto do pontífice.
A província do Patrimônio foi confirmada nas Constituições Aegidianae de 1357, emitidas pelo Cardeal Egidio Albornoz.
As cidades-sede dos reitores foram Montefiascone e Viterbo.

## Lista do patrimônio papal
Cada patrimônio não era necessariamente uma unidade única, mas poderia ser constituído por outras terras não agregadas ao núcleo central ( ex corpore patrimoniae ).
- Patrimonium Tusciae (limitado pela Via Aurelia e pela Via Flamínia, no quadrante norte do Agro Romano);
- Patrimonium Tuscie Suburbanum (ao redor da Basílica de São Pedro no Vaticano);
- Patrimonium Sabinense ou Carseolanum (na Via Salária, terminando na Abadia de Farfa);
- Patrimonium Tiburtinum (limitado pela Via Nomentana e pela Via Tiburtina);
- Patrimonium Labicanum (na Via Labicana, terminando no vale de Aniene);
- Patrimonium Appiae (na Via Ápia, terminando em Albano);
- Patrimonium Appiae Suburbanum (ao redor da Basílica de São João de Latrão);
- Patrimonium Caietanum (perto de Gaeta);
- Patrimonium Traiectum (no rio Garigliano).